# 周璇
周 璇（しゅう せん、チョウ・シュアン、中国語: 周 璇、拼音: Zhōu Xuán、1920年8月1日 ‐ 1957年9月22日）は、中国の歌手、女優。本名は蘇璞。後に王小紅、周小紅と改名。1930年代から1940年代の有名な歌姫、映画スターであり、上海を中心に活躍した七大歌后の1人。その美声と美貌で “黄金の喉”、“歌の女王”、“銀幕の女王” とも称された。

## 経歴

### 幼少期から黎明期
1920年、江蘇省常州の知識人家庭に生まれる。父親の蘇調夫は金陵大学卒業後、前後して牧師と教師を務め、常州ではとても有名な人物であった。母親の顧美珍は金陵女子大学を卒業している。周璇は幼少期にアヘン常用者だった素行の悪い母方のおじによって金壇県に売り飛ばされ、以後、実の両親とは離別することになった。6歳の時、上海の周家に養子にもらわれ、“周 小紅” と改名することになる。養父は周文鼎、養母は葉鳳妹であった。養子になって以降は貧しい生活を強いられるが、養母は教育熱心で寧波同郷會が設立した第八小学校へ入学。そうしたことから〝文盲にはならずにきたことを養母に感謝し、恩に思う〟と周璇は述懐している。
1931年、ピアノ教師である章錦文の紹介で周小紅は黎錦睴が設立した明月歌舞団（別名：聯華歌舞班）に参加した。初めて舞台に立った周小紅は「民族之光（民族の光）」という曲の中の〝與敵人周旋於沙場之上（敵と砂原においてわたり合う）〟という歌詞の一節を唄うと聴衆から熱烈に称賛された。このことで黎錦睴は “周小紅” に替えて “周 璇” という芸名を与えている。芸名の由来は「民族之光」の歌詞《興敵人周旋於沙場之上（敵の奴等を戦場でもてなそう）》という一節に因み、更に “旋” に “王” 偏が付け加えられたものである。
明月歌舞団に入団後、周璇は歌や舞踊、ピアノ等を熱心に学び、同時に國語を重視する歌舞団の方針もあり北京語を学ぶこととなる。それまで彼女は上海語しか話せなかった。その時の個人教師役を買って出た者こそ後の夫の嚴華である。嚴華は黎錦光と共に黎錦睴の補佐的な立場にいた。やがて周璇は看板女優だった王人美の不在の穴埋めとして『特別快車』で初舞台を踏み歌唱、評判を得るがそれも束の間、明月歌舞団が解散を余儀なくされる。その後は嚴華により新結成された新華歌舞社に参加、舞台でも歌舞劇を演じると同時にラジオへも積極的に出演するようになる。当時、上海で生まれた “新歌” にとって、歌舞団の公演やダンスホールなどにまして最も重要な媒体はラジオだったが、周璇も “無敵牌牙粉（無敵印の歯磨き粉）” のプロモーションのためのテストで唄ったところ、聴取者の反響を呼び歌手として見出されたという。同年、新聞社 “大晩報” 主催の《播音歌星競選》というラジオ歌手コンテストに出場、白虹の9130票に次ぐ8876票を獲得して第2位に入選している。以降、嚴華と共に上海の各ラジオ局を巡り歩き、歌手としての活動を主軸とするようになる。
周璇はラジオ局で歌を披露する以外にレコードも多数録音している。同時に映画会社の芸華に誘われた縁から映画女優としての活動も始めた。1935年に『風雲兒女』で踊り子の1人として出演し、同年『美人恩』にも端役で出演。1936年には映画女優としての本格的キャリアの幕開けとなる『花燭之夜』を皮切りに計6作品に出演し、その中の『喜臨鬥』では主演を務めた。1937年、周璇は明星影片公司制作による袁牧之監督作品『街角の天使』（中国語原題:『马路天使』）に主演して大好評を博し、劇中にて歌唱した「天涯歌女」「四季歌」が大ヒット。上海のスターダムへと昇り詰めることとなる。同年「何日君再來」も大ヒット、名実共に大スターとなる。その後彼女が主演した『孟姜女』、『李三娘』、『董小宛』、『西廂記』など20本にも及ぶ映画作品は中国全土で広く流行し、彼女が歌唱した当時の時代歌謡や映画挿入歌も津々浦々にまで知られるようになり、愛くるしいその節回しは一世を風靡した。1943年には中華電影聯合股份有限公司にて『漁家女《漁師の娘》』、『紅楼夢』等の映画作品にも主演している。1945年に開催された2回のコンサートでは、3月の金都大劇院での第三幕と6月の大光明劇院の第一幕ではチケットが高額だったにもかかわらず販売開始と共に完売してしまい、上海中にセンセーションを巻き起こしたこともあった。1946年には「夜上海」が大ヒットしている。

### 結婚と恋愛
1936年の秋、周璇は嚴華と正式に婚約している。1938年7月10日、周璇は嚴華と北平（現在の北京）の春園飯店で結婚式を挙げた。だが周璇の嚴華との結婚は僅か3年で破綻する。ゴシップによって双方が互いに不倫していると疑い、何度か喧嘩をした挙句、周璇は家出したことさえあったという。1941年、嚴華と離婚。その後、周璇は終生二度と結婚することはなかった。周璇の2度目に公になったロマンスは石揮とのものだったが、すぐに別れたという。3度目の広く知られたロマンスは織物商人の朱懐徳との同棲であった。朱懐徳が甘い言葉で周璇を騙し、彼女の心と財産の一部を掠め取ったとの噂が流布したこともあった。1950年、身重の彼女は上海に戻った後、新聞紙上で朱懐徳との同居生活に別れを告げたことを発表し、年末には長男となる周民を出産している。周璇が4度目に公表した恋人は映画の美術関係で働く唐棣であった。1952年5月、周璇は美術教師の唐棣との結婚の準備をしていたが、唐棣は静安区人民裁判所により結婚詐欺罪で懲役3年の実刑判決を受けることになった。同年、彼女は2番目の息子である周偉を出産している。
一方、周璇はまたかつて香港の名脇役俳優の曾楚霖と同棲し周民という子を育てている。省港（昔の広州市、香港を合わせた総称）の有名なアナウンサーの李我が著した回顧録『李我講故（四）―點滴留痕《李我の昔語（四）―エピソードの痕跡》』の中の一章「曾楚霖と周璇の物語」には次のことが書かれている。〝これは全て私（李我）が実際に経験したことである。1948年頃、上海永華電影公司の代表者の李祖永が香港に映画スタジオを設立するためにやって来て、一緒に来た人達の中に上海映画のスターが沢山いて、その一団の中に『国魂』を撮影した劉瓊の他に、周璇もいた。曾楚霖は当時映画月刊誌の編集者であったことから、周璇と知り合うようになり、遂には同居するようになった。…1950年のある日、私は旺角の満庭芳レストランに食事に行くと、上の階に上がるエレベーターで周璇に出くわした。彼女は曾楚霖との間に生まれた子供を抱いて離れようとしていたところで、私は彼女と二言三言挨拶を交わし、これからどうするのか訊ねた。彼女は上海に帰ろうと考えていると話し、果たして2か月後には彼女が此処を去ったとの消息を耳にした…〟。

### 闘病と死去
抗日戦争の勝利後、周璇は香港で撮影する『長相思』『各有千秋』『莫負青春』『清宮秘史』等の映画作品に主演するために香港と上海の間を行き来している。特に1946年から翌47年に掛けて出演した作品群は充実度が高い。歌手としても円熟味を増し、“唄う女優”　としての魅力を最大限に発揮した作品が相次いでおり、特に1947年公開の『夜店』はマクシム・ゴーリキー原作の『どん底』を下敷きに制作された作品として有名である。しかし私生活では恵まれず、1950年に上海へ戻り『和平鴿《平和の鳩》』という映画の撮影に参加したが、病のため中止せざるを得なくなっている。1951年夏、周璇は映画『和平鴿』の撮影時に精神病（精神障害）を突然発症、上海虹橋療養院に搬送されている。
1957年6月18日には健康状態も回復し退院の準備を進めていたが、7月19日に突如日本脳炎を発症。専門医による治療の甲斐なく1957年9月22日現地時間午後8時55分、上海・華山医院にて死去。37歳歿。
彼女の歌唱した楽曲は中華圏では今なお広く知られ、特に「何日君再來」は、後の鄧麗君や李香蘭（山口淑子）らのカバーにより日本でも良く知られる楽曲である。香港の映画監督・李翰祥は〝「何日君再來」は最も人気のある曲でなければならない〟とコメントしている。『花燭之夜』から『和平鴿』まで計42本の映画に主演し、それら映画の主題歌・挿入歌として発表された楽曲作品は110曲以上に及ぶ。その他にレコード化されたか確認不可能な作品を含め、レパートリーにしていたとされる楽曲が100作品以上存在したようである。また、彼女の生涯は後に様々な映画人によって描かれている。

## 記念
1995年、周璇に中国映画世紀賞が贈られている。
周璇は生前、日記に手書き原稿を遺しており、これを息子の周民が編纂し『周璇日記』として出版している。次男の周偉もまた『我的媽媽周璇《私の母、周璇》』という書籍を出版している。
「周璇の星」：香港のアベニュー・オブ・スターズの15番目の星。

### ドラマ化作品
- 1987年『一代歌后（中国語版）』- 台湾・中国電視公司による連続ドラマ。アンジェラ・パン（中国語版、英語版）が周璇を、慕思成（中国語版）が嚴華を、そして姜厚任が朱飛白（朱懐徳、ドラマでは周璇の二人目の夫）をそれぞれ演じている。
- 1989年『天涯歌女（中国語版、英語版）』- 香港・電視広播有限公司によるテレビドラマ。アディア・チャン（中国語版、英語版）が周小紅（周璇）、レオン・ライが嚴子華（嚴華）を演じている。
- 2007年『天涯歌女』- 中国大陸のテレビドラマ。セシリア・チャンが周璇、パン・ユエミン（中国語版、英語版）が嚴華を演じている。

## 代表曲
正式タイトル（日本発売時タイトル）
- 四季歌（四季の歌）
- 何日君再來
- 拷紅（紅娘詰問）[12]
- 漁家女（漁師の娘）
- 瘋狂世界（世界はクレイジー）
- 不變的心（変わらぬ心）
- 紅歌女忙（売れっ子は忙しい）
- 討厭的早晨（朝は憂鬱）
- 鳳凰于飛（比翼の契り）[13]
- 笑的讃美（微笑賛歌）
- 夜上海
- 花樣的年華（花のような日々）
- 黄葉舞秋風（風に舞う黄葉）
- 愛神的箭（キューピッドの矢）
- 陋巷之春（下町の春）
- 高崗上（丘にのぼって）
- 訴衷情（思いを告げて）
- 莫負青春（悔いなき青春）
- 兩條路上（二つの道の上で）
- 西子姑娘（小町娘）

正式タイトル（※ 日本語直訳 / 日本発売正式タイトルではない）
- 天涯歌女（遥か彼方の歌姫）
- 可愛的早晨（愛すべき朝）
- 永遠的微笑（永遠の微笑）
- 新對花（四季折々の花）
- 叮嚀（アドバイス）
- 襟上一朶花（襟元に咲く一輪の花）
- 五月的風（五月の風）
- 采檳榔（檳榔《ビンロウ》摘み）
- 星心相印（星と通い合う心）
- 月圓花好（オランダ語版）（満月に花は美しく）
- 闔家歡（家族の再会）
- 前程萬里（前途洋々）
- 花外流鶯（花とウグイス）
- 小小洞房（新婚夫婦の小さな部屋）
- 銀花飛（舞い踊るスイカズラの花）
- 知音何處尋（知己は何処に）
- 送大哥（長兄を見送る）
- 天長地久（愛は永遠に）
- 歌女之歌（歌姫の歌）
- 種花歌（種蒔きの歌）
- 龍華的桃花（龍華の桃の花）[14]
- 花花姑娘（艶やかなお嬢さんたち）
- 郎是風兒姐是浪（愛しい人は風、姉は浪）
- 晚安曲（お休み、また明日）
- 慈母心（我が子を思う母の心）
- 賣雜貨（雑貨売り）
- 鍾山春（鍾山の春）[15]
- 三年離別又相逢（三年振りの再会）
- 蘇三採茶（スーさんの茶摘み）
- 花開等郎來（花が咲く頃、愛しい人は帰ってくる）
- 憶良人（夫を案ずる）
- 百花歌（花の歌）
- 四季相思（いつも慕い合う恋）

## 出演映画
- 風雲児女 (1935年)
- 美人恩 (1935年)
- 化身姑娘 (1936年)
- 花燭之夜 (1936年)
- 狂歡之夜 (1936年)
- 喜臨鬥 (1936年)
- 百寶圖 (1936年)
- 馬路天使《街角の天使（中国語版、英語版）》 (1937年)
- 女財神 (1937年)
- 三星伴月 (1937年)
- 滿園春色 (1937年)
- 孟姜女 (1939年)
- 新地獄 (1939年)
- 七重天 (1939年)
- 董小宛 (1939年)
- 李三娘 (1939年)
- 蘇三艷史 (1940年)
- 西廂記 (1940年)
- 三笑 (1940年)
- 黑天堂 (1940年)
- 孟麗君 (1940年)
- 夜深沉 (1941年)
- 梅妃 (1941年)
- 惱人春色 (1941年)
- 夢断關山 (1941年)
- 解語花 (1941年)
- 漁家女 (1943年)
- 鸞鳳和鳴 (1944年)
- 紅樓夢（英語版、セルビア・クロアチア語版、ペルシア語版） (1944年)
- 鳳凰于飛 (1945年)
- 各有千秋 (1946年)
- 長相思 (1947年)
- 花外流鶯 (1947年)
- 各有千秋 (1947年)
- 憶江南 (1947年)
- 夜店（英語版）(1947年)
- 不了情(1947年)
- 清宮秘史（中国語版、英語版） (1948年)
- 歌女之歌 (1948年)
- 花街 (1950年)
- 和平鴿 (1950年)
- 銀海千秋 (1953年)
- 彩虹曲 (1953年)

## 関連作品
- 周璇『上海歌謡の名花』 監修：中村とうよう、解説：小倉エージ、1995年5月31日、CD規格品番：TOCP-8572、東芝EMI